# Các ngôi chùa Thiếu Lâm tại Trung Quốc
Có 6 ngôi chùa Thiếu Lâm ở Trung Quốc:

## Bắc Thiếu Lâm Tự Bàn Sơn

### Tọa lạc
Chùa Bắc Thiếu Lâm Bàn Sơn thuộc tỉnh Hà Bắc tọa lạc trên đỉnh Tử Cái thuộc dãy Bàn Sơn trong tỉnh Hà Bắc gần biên giới bán đảo Triều Tiên.

### Đặc trưng
Khi nói đến võ Bắc Thiếu Lâm thuật ngữ này thường được ám chỉ đến các loại quyền thuật thuộc các tỉnh Sơn Đông, Hà Bắc có tên gọi là Trường Quyền, tục gọi là Bắc Quyền là một loại quyền thuật pha trộn giữa Thiếu Lâm Tung Sơn và các môn võ dân gian người miền Bắc mà chủ yếu là các môn quyền thuật của người Hồi giáo như Đàn thối hay Đàm thối hay Đàm/đàn thoái quyền, Tra quyềnvà Địa Đàng Quyền - còn được dịch là Địa Thảng Quyền...
Chùa Bắc Thiếu Lâm Bàn Sơn Hà Bắc chỉ là một tòa Thiền viện Phật giáo thuần túy và không có chương trình huấn luyện võ thuật cho các sư tăng.

## Thiếu Lâm Tự Tung Sơn - Hà Nam

### Tọa lạc
Chùa Thiếu Lâm Tung Sơn, Hà Nam ở phía Bắc Trung Quốc mà danh xưng nổi tiếng toàn quốc, tọa lạc trên núi Thiếu Thất trong dãy Tung Sơn tại huyện Đăng Phong thị là một trong Ngũ Đại Danh Sơn ở Trung Hoa, trải dài 80 km theo hướng Tây – Nam nằm giữa hai thành phố Trịnh Châu là thủ phủ của tỉnh Hà Nam và thành phố Lạc Dương.

### Đặc trưng
Chùa Thiếu Lâm Tung Sơn - Hà Nam chưa bao giờ bị các Hoàng Đế Trung Hoa tấn công hay thiêu hủy trong lịch sử trước đây, chùa bị thiêu hủy nặng nề nhất vào năm 1928 tức năm thứ 16 Trung Hoa Dân Quốc do Thạch Hữu Tam (Shi Yousan 石友三) là bộ tướng của Tưởng Giới Thạch chỉ định đi tiễu trừ viên tướng tư lệnh tại tỉnh Hà Nam là Phàn Chung Tú.
Từng có câu nói lưu truyền rằng: "Thiên Hạ Công Phu Xuất Thiếu Lâm" nghĩa là tất cả các bộ môn võ thuật trên thế giới này đều có khởi nguyên từ võ Thiếu Lâm. Đã có một vài tranh luận nho nhỏ rằng vị trí của ngôi chùa Thiếu Lâm nguyên thủy thật sự mới là chùa Thiếu Lâm xây trong "khu rừng nhỏ" trên đỉnh "Thiếu Thất" trong dãy Tung Sơn nên mới gọi là Thiếu Lâm tại huyện Đăng Phong thuộc tỉnh Hà Nam về phía Bắc Trung Quốc bên trên sông Dương Tử (Trường Giang). Khi ngôi chùa Thiếu Lâm Tung Sơn di chuyển về phương Nam với các nhà sư Thiếu Lâm, những cuộc tranh cãi bắt đầu. Một số tranh luận cho rằng chùa Nam Thiếu Lâm Phúc Kiến đã từng tồn tại, nhưng các tài liệu nghiên cứu Khảo Cổ Học và Lịch sử cho biết rằng có 3 vị trí khác nhau có những dấu vết của Thiếu Lâm: chùa Nam Thiếu Lâm Phủ Điền Phúc Kiến (được xây vào năm 557 sau Công nguyên), chùa Nam Thiếu Lâm Toàn Châu Phúc Kiến(được xây vào năm 874 - 879 sau Công nguyên), và chùa Nam Thiếu Lâm Phúc Thanh Phúc Châu Phúc Kiến (mà ngày khởi công xây dựng vẫn chưa ai biết, nhưng được xác định vào khoảng thời gian nào đó vào thời nhà Tống).
Do tỉnh Hà Nam nằm ở miền Bắc Trung Hoa, nhiều tài liệu vẫn cho rằng chùa Thiếu Lâm Tung Sơn Hà Nam là chùa Bắc Thiếu Lâm. Thật ra chùa Bắc Thiếu Lâm Bàn Sơn Hà Bắc mới chính là chùa Bắc Thiếu Lâm.

## Nam Thiếu Lâm Phúc Thanh - Phúc Kiến
Chùa Nam Thiếu Lâm Phúc Thanh, Phúc Châu, Phúc Kiến.

### Tọa lạc
Ngôi chùa Nam Thiếu Lâm Phúc Thanh ở Đông Trương Trấn, huyện Phúc Thanh là một địa hạt cấp thị - thành phố - thuộc Phúc Châu là tỉnh lỵ và là thành phố cấp huyện lớn nhất của tỉnh Phúc Kiến, Trung Quốc. 

### Đặc trưng
Từ Phúc Châu nhìn thẳng ra biển Đông là đảo Okinawa và nước Nhật Bản. Đảo Okinawa, Nhật Bản rất gần tỉnh Phúc Kiến, Trung Quốc, là nơi phát tích môn Karaté do bắt nguồn từ Nam Thiếu Lâm Phúc Kiến.
Nhiều tài liệu về các di chỉ khai quật ở đây cho biết những dấu vết nguồn gốc của chùa Nam Thiếu Lâm Phúc Thanh Phúc Kiến bắt đầu khi các nhà sư chùa Thiếu Lâm Tung Sơn Hà Nam di cư đến tỉnh Phúc Kiến xây dựng chùa vào thời nhà Tống (960 – 1279).
So với hai ngôi chùa Nam Thiếu Lâm ở thành phố Toàn Châu và thành phố Phủ Điền cùng trong tỉnh Phúc Kiến, theo các học giả Trung Quốc, giả thuyết về ngôi chùa Nam Thiếu Lâm Phúc Thanh Phúc Kiến có nhiều chứng cứ thuyết phục hơn vì trên bản đồ địa chính vị trí của Phúc Thanh rất gần chùa Thiếu Lâm Tung Sơn ở huyện Đăng Phong tỉnh Hà Nam hơn nên có dấu vết về sự giao lưu rõ ràng hơn giữa hai ngôi chùa Thiếu Lâm Tung Sơn và Nam Thiếu Lâm Phúc Thanh.
Các học giả Trung Quốc cho rằng chùa Nam Thiếu Lâm Phúc Thanh Phúc Kiến có khả năng đúng là chùa Nam Thiếu Lâm là cội nguồn của các dòng võ Nam quyền Nam Thiếu Lâm ở Phúc Kiến.

## Nam Thiếu Lâm Phủ Điền

### Tọa lạc
Nam Thiếu Lâm Phủ Điền, Phúc Kiến.
Nhiều tài liệu cho biết ngôi chùa Nam Thiếu Lâm Phủ Điền Phúc Kiến được xây dựng vào năm 557 sau Công nguyên nghĩa là chỉ sau chùa Thiếu Lâm Tung Sơn Hà Nam 60 năm tức là vào thời triều nhà Tùy cách đây hơn 1300 năm tại Liên Sơn Thôn, Cửu Liên Sơn, Tây Thiên Vỹ Trấn, Phủ Điền huyện.

### Đặc trưng
Nhiều học giả Trung Quốc lại nghi ngờ rằng thật ra ngôi chùa Nam Thiếu Lâm ở Phủ Điền thật ra có tên là Lâm Tuyền Viện trên ngọn Tự Sơn Giới và không có liên hệ trực tiếp gì đến chùa Thiếu Lâm Tung Sơn ở huyện Đăng Phong tỉnh Hà Nam. Giải thuyết này được phần lớn nhiều người ủng hộ dù rằng vào năm 1986 cho đến năm 1992 có nhiều phát hiện về những di chỉ khai quật được. Sau đó chính quyền tỉnh Phúc Kiến đã cho xây dựng lại ngôi chùa này ngay tại vị trí cũ tọa lạc và từ năm 1992 đến 2001 mới xây xong ngôi chùa này.

## Nam Thiếu Lâm Toàn Châu

### Tọa lạc
Nam Thiếu Lâm Toàn Châu tọa lạc tại tỉnh Phúc Kiến
Ngôi chùa Nam Thiếu Lâm Toàn Châu có tên là Đổng Chấn Quốc ở trên núi Đông Nhạc Sơn ngoại thành Toàn Châu thị hay Tuyền Châu thị là một thành phố trực thuộc tỉnh (địa cấp thị) của tỉnh Phúc Kiến, Trung Quốc. 

### Đặc trưng
Các học giả Trung Quốc cũng không tin rằng đây là ngôi chùa Nam Thiếu Lâm.
Nhiều tài liệu cho biết ngôi chùa Nam Thiếu Lâm Toàn Châu Phúc Kiến được xây dựng vào năm 611 sau Công nguyên nghĩa là xây vào thời triều nhà nhà Tùy cách đây hơn 1300 năm; vào năm 907 sau Công nguyên chùa Nam Thiếu Lâm Toàn Châu Phúc Kiến bị Vương Thẩm Tri thiêu hủy thời Ngũ Đại Thập Quốc và được xây lại vào thời Bắc Tống; năm 1236 theo lệnh của triều Nam Tống chùa bị thiêu hủy rồi lại trùng tu vào thời nhà Nguyên; đến thời nhà Thanh bị thiêu hủy hoàn toàn.
Nam Thiếu Lâm Toàn Châu Phúc Kiến bị thiêu hủy hoàn toàn 2 lần vào thời nhà Thanh, lần thứ nhất vào năm 1723 dương lịch (tức năm Ung Chính thứ 2), lần thứ hai vào năm 1763 dương lịch (tức năm Càn Long thứ 28).
Sau vụ thiêu hủy chùa Nam Thiếu Lâm Phúc Kiến, các nhà sư Thiếu Lâm tản cư khắp miền Nam Trung Hoa và họ đã có những đóng góp quan trọng cho sự phát triển của nhiều phái võ miền Nam Trung Hoa sau này.

## Tây Thiếu Lâm Tự Nga Mi Sơn
Tây Thiếu Lâm Tự Nga Mi Sơn tại tỉnh Tứ Xuyên
Ngôi chùa Tây Thiếu Lâm này cũng như chùa Bắc Thiếu Lâm trên ngọn Tử Cái trong dãy Bàn Sơn thuộc tỉnh Hà Bắc (Trung Quốc) không hề có một chương trình huấn luyện võ thuật mà chỉ là một thư viện (Tàng Kinh Các) về Phật giáo Thiền tông.

## Các ngôi chùa Nam Thiếu Lâm ở tỉnh Phúc Kiến
Theo nhiều nguồn tài liệu cho biết tại tỉnh Phúc Kiến có 3 ngôi chùa Nam Thiếu Lâm:

### Nam Thiếu Lâm Tự Phủ Điền

#### Tọa lạc
Ngôi chùa Nam Thiếu Lâm thứ nhất ở tại Cửu Liên Sơn ở Phủ Điền hoặc Bồ Điền là một địa hạt cấp thị, thành phố - ở giữa vùng ranh giới của thành phố Phúc Châu (về phía Bắc) và thành phố Toàn Châu (về phía Nam), tất cả đều ở trong tỉnh Phúc Kiến, Trung Quốc.
Từ Phủ Điền nhìn thẳng ra biển Đông Thái Bình Dương là đảo Đài Loan. 
Do vậy các tài liệu nghiên cứu lịch sử võ thuật Thiếu Lâm thường cho rằng Cửu Liên Sơn ở ngoại thành Toàn Châu trong tỉnh Phúc Kiến, điều này không chính xác trên bản đồ địa chính Trung Quốc. 

#### Đặc trưng
Nhiều học giả Trung Quốc lại nghi ngờ rằng thật ra ngôi chùa Nam Thiếu Lâm này ở Phủ Điền thật ra có tên là Lâm Tuyền Viện trên ngọn Tự Sơn Giới và không có liên hệ trực tiếp gì đến chùa Thiếu Lâm Tung Sơn ở huyện Đăng Phong tỉnh Hà Nam. Giải thuyết này được phần lớn nhiều người ủng hộ dù rằng vào năm 1986 cho đến năm 1992 có nhiều phát hiện về những di chỉ khai quật được. Sau đó chính quyền tỉnh Phúc Kiến đã cho xây dựng lại ngôi chùa này ngay tại vị trí cũ tọa lạc và từ năm 1992 đến 2001 mới xây xong ngôi chùa này. 
Nhiều tài liệu cho biết ngôi chùa Nam Thiếu Lâm Phủ Điền Phúc Kiến được xây dựng vào năm 557 sau Công nguyên nghĩa là chỉ sau chùa Thiếu Lâm Tung Sơn Hà Nam 60 năm tức là vào thời triều nhà Tùy cách đây hơn 1300 năm. 
Các tài liệu của các môn phái Karaté do Okinawa và Nhật Bản đều cho rằng nguồn gốc của Karaté từ chùa Nam Thiếu Lâm Phủ Điền Phúc Kiến, và lầm lẫn với ngôi chùa Nam Thiếu Lâm ở ngoài thành Toàn Châu Phúc Kiến, trong khi tất cả các phái võ miền Nam Trung Hoa chỉ xác nhận chùa Nam Thiếu Lâm Toàn Châu Phúc Kiến mới chính là nguồn gốc của các môn Nam quyền Nam Thiếu Lâm và môn Karaté. 
Các tài liệu võ thuật Thiếu Lâm Nam phái ở Việt Nam cho rằng Thiếu Lâm Nam phái (theo cách gọi của người Việt Nam, người Trung Hoa không dùng cụm từ này mà dùng cụm từ Nam quyền Nam Thiếu Lâm Phúc Kiến - gọi tắt là Nam quyền) bắt nguồn từ chùa Nam Thiếu Lâm trên đỉnh Cửu Liên Sơn ngoài thành Toàn Châu ở tỉnh Phúc Kiến. 

#### Tranh cãi
Có hai điều ngộ nhận của Giáo sư Vũ Đức khi viết những dòng bên phải bài này cho biết xuất xứ của Thiếu Lâm Nam phái có lẽ do xuất phát từ sự suy đoán sai và lầm lẫn: 
Theo tài liệu của Giáo sư Vũ Đức.
- Thứ nhất, thành phố Quảng Châu trên thực tế là thủ phủ của tỉnh Quảng Đông chứ không phải là một địa hạt thuộc tỉnh Phúc Kiến.
- Thứ hai, theo các tài liệu nghiên cứu lịch sử võ thuật Trung Hoa bằng tiếng Anh và tiếng Trung Quốc, tiếng Việt, các võ sư và các nhà nghiên cứu lịch võ thuật Trung Hoa đều cho rằng chùa Nam Thiếu Lâm Phúc Kiến tọa lạc tại vị trí trên dãy núi Cửu Liên Sơn nằm ngoài thành Toàn Châu thuộc tỉnh Phúc Kiến. Trên thực tế dãy núi Cửu Liên Sơn không nằm ở ngoài thành Toàn Châu, tỉnh Phúc Kiến mà Cửu Liên Sơn nằm ở ngoài thành Quảng Châu thuộc tỉnh Quảng Đông.

Như vậy rõ ràng ở Quảng Châu cũng có một ngôi chùa tự xưng là Nam Thiếu Lâm nhưng tên thật của nó là Tam Vân Tự trên dãy Cửu Liên Sơn thuộc tỉnh Quảng Đông, từ đây khiến cho đời sau cứ ngỡ chùa Nam Thiếu Lâm ở trên dãy Cửu Liên Sơn nằm ngoài thành Toàn Châu thuộc tỉnh Phúc Kiến.
Như đã trình bày ở trên, chùa Nam Thiếu Lâm ở ngoài thành Toàn Châu thuộc tỉnh Phúc Kiến nằm trên ngọn Đông Nhạc Sơn chứ không phải Cửu Liên Sơn. 
Nếu xét thêm tài liệu của Giáo sư Vũ Đức thì phải nói rằng có tới 4 ngôi chùa Nam Thiếu Lâm, 3 ngôi chùa Nam Thiếu Lâm ở Phúc Kiến và 1 ngôi chùa Nam Thiếu Lâm trên dãy Cửu Liên Sơn ở Quảng Đông.
Nhiều học giả Trung Quốc cho rằng tại Cửu Liên Sơn không có ngôi chùa nào tên Nam Thiếu Lâm và Cửu Liên Sơn không phải nằm ở bên ngoài thành Toàn Châu, tỉnh Phúc Kiến theo như các bản đồ địa chính Trung Quốc.
Trong tài liệu bản đồ địa chính Trung Quốc, Cửu Liên Sơn có chiều cao 696 m ở gần thành phố Quảng Châu là thủ phủ của tỉnh Quảng Đông (Trung Quốc) nơi vùng giáp ranh giữa tỉnh Quảng Đông và Giang Tây nhìn thẳng ra biển Đông Thái Bình Dương là eo biển Đài Loan và đảo Đài Loan.

### Nam Thiếu Lâm Tự Toàn Châu
Ngôi chùa Nam Thiếu Lâm thứ hai ở trên núi Đông Nhạc Sơn ngoại thành Toàn Châu thị hay Tuyền Châu thị là một thành phố trực thuộc tỉnh (địa cấp thị) của tỉnh Phúc Kiến, Trung Quốc. 
Cũng như Phủ Điền, từ Toàn Châu nhìn thẳng ra biển Đông Thái Bình Dương là đảo Đài Loan. 
Các học giả Trung Quốc cũng không tin rằng đây là ngôi chùa Nam Thiếu Lâm. 
Nhiều tài liệu cho biết ngôi chùa Nam Thiếu Lâm Toàn Châu Phúc Kiến được xây dựng vào năm 611 sau Công nguyên nghĩa là xây vào thời triều nhà nhà Tùy cách đây hơn 1300 năm; vào năm 907 sau Công nguyên chùa Nam Thiếu Lâm Toàn Châu Phúc Kiến bị Vương Thẩm Tri thiêu hủy thời Ngũ Đại Thập Quốc và được xây lại vào thời Bắc Tống; năm 1236 theo lệnh của triều Nam Tống chùa bị thiêu hủy rồi lại trùng tu vào thời nhà Nguyên; đến năm 1763 thời nhà Thanh bị thiêu hủy hoàn toàn. 
Các phái võ miền Nam Trung Hoa đều xác nhận chùa Nam Thiếu Lâm Toàn Châu Phúc Kiến chính là nguồn gốc của các môn Nam quyền Nam Thiếu Lâm và cũng là nguồn gốc của các môn phái Karaté ở Okinawa và Nhật Bản. Tương truyền rằng chùa Nam Thiếu Lâm Toàn Châu Phúc Kiến đã bị vua Càn Long hay Thanh Cao Tông triều nhà Thanh thiêu hủy hoàn toàn vào năm 1763 như đã kể trên sau khi tấn công chùa lần cuối cùng khiến cho đời sau cứ tưởng đây là ngôi chùa Thiếu Lâm Tung Sơn ở Hà Nam là ngôi chùa Thiếu Lâm thật sự bị Càn Long phóng hỏa đốt và tiêu diệt tận gốc võ Thiếu Lâm. 
Trong thực tế, các vị Hoàng đế triều nhà Thanh chưa bao giờ ra lệnh cho các đạo quân tấn công chùa Thiếu Lâm Tung Sơn ở huyện Đăng Phong thuộc tỉnh Hà Nam (mà đây mới chính là chùa Thiếu Lâm theo tên gọi của nó, các ngôi chùa khác ở Trung Quốc mang tên Thiếu Lâm để ăn theo tiêu chuẩn của chùa Thiếu Lâm được các Hoàng đế Trung Hoa ban cho ân sủng).

### Nam Thiếu Lâm Tự Phúc Thanh
Ngôi chùa Nam Thiếu Lâm thứ ba ở huyện Phúc Thanh là một địa hạt cấp thị - thành phố - thuộc Phúc Châu là tỉnh lỵ và là thành phố cấp huyện lớn nhất của tỉnh Phúc Kiến, Trung Quốc. 
Từ Phúc Châu nhìn thẳng ra biển Đông là hòn đảo Okinawa và nước Nhật Bản. Đảo Okinawa của Nhật Bản rất gần tỉnh Phúc Kiến của Trung Quốc là nơi phát tích môn Karaté Do có nguồn gốc từ Nam Thiếu Lâm Phúc Kiến. 
Nhiều tài liệu cho biết các di chỉ khai quật ở đây đã cho biết những dấu vết nguồn gốc của chùa Nam Thiếu Lâm Phúc Thanh Phúc Kiến bắt đầu từ sự di cư của các nhà sư ở chùa Thiếu Lâm Tung Sơn Hà Nam đến xây dựng. Chùa Nam Thiếu Lâm Phúc Thanh Phúc Kiến được xây vào thời nhà Tống. 
Các học giả Trung Quốc cho rằng chùa Nam Thiếu Lâm Phúc Thanh Phúc Kiến có khả năng đúng là chùa Nam Thiếu Lâm là cội nguồn của các dòng võ Nam quyền Nam Thiếu Lâm ở Phúc Kiến. 
So với hai ngôi chùa Nam Thiếu Lâm trên, theo các học giả Trung Quốc, giả thuyết về ngôi chùa Nam Thiếu Lâm Phúc Thanh Phúc Kiến có nhiều chứng cứ thuyết phục hơn vì trên bản đồ địa chính vị trí của Phúc Thanh rất gần chùa Thiếu Lâm Tung Sơn ở huyện Đăng Phong tỉnh Hà Nam hơn nên có dấu vết về sự giao lưu rõ ràng hơn giữa hai ngôi chùa Thiếu Lâm Tung Sơn và Nam Thiếu Lâm Phúc Thanh.

## Những câu chuyện đồn thổi về chùa Thiếu Lâm tại Trung Quốc
Có quá nhiều câu nói truyền khẩu trong dân gian và những câu chuyện đồn đại về vụ hỏa thiêu Thiếu Lâm Tự lưu truyền trong giới võ thuật khắp Nhật Bản, Việt Nam, và khắp miền Nam Trung Hoa xuyên tạc lịch sử chùa Thiếu Lâm Tung Sơn Hà Nam.
Trong lịch sử chùa Thiếu Lâm Tung Sơn ở Hà Nam chưa bao giờ bị các vị Hoàng đế Trung Hoa dưới bất kỳ triều đại phong kiến nào ra lệnh phóng hỏa thiêu hủy. Chùa hay bị thiêu đốt nhiều lần bởi những vụ hỏa hoạn nho nhỏ hoặc bởi những lần tàn phá cướp bóc bởi bọn lục lâm thảo khấu và nạn đạo tặc địa phương hoành hành nhưng tổn thất không đáng kể.
Thanh Thánh Tổ Hoàng Đế tức vua Khang Hy (ở ngôi từ 1661-1722), đã từng lên chùa Thiếu Lâm Tung Sơn Hà Nam vào năm 1704 dương lịch (là năm Khang Hy thứ 43) ngự thư "Bảo Thụ Phương Liên" để lại thủ bút thư pháp chữ ‘Thiếu Lâm Tự" trên bảng tên trước cổng sơn môn ngày nay tại chùa, cũng chưa bao giờ ra lệnh phóng hỏa thiêu hủy chùa Thiếu Lâm Tung Sơn Hà Nam.
Năm 1750 dương lịch (là năm Càn Long thứ 15) Thanh Cao Tông Hoàng đế tức vua Càn Long đã viếng thăm chùa Thiếu Lâm Tung Sơn và bỏ ra một số tiền rất lớn cho trùng tu lại chùa do nhiều nơi trong chùa bị tàn phá bởi thời gian, chiến tranh và các vụ tàn phá của bọn loạn binh quyền phỉ và nạn đạo tặc địa phương.
Đáng lưu ý nhất là sự kiện Ung Chính (ở ngôi từ 1722-1735) và Càn Long (ở ngôi từ 1735 - 1796) đốt chùa Nam Thiếu Lâm ở thành phố Toàn Châu, tỉnh Phúc Kiến 2 lần, lần thứ nhất là năm 1723 - tức năm Ung Chính thứ 2, lần thứ hai là năm 1763 - tức năm Càn Long thứ 28, vì đây là căn cứ địa của phong trào Phản Thanh Phục Minh ở miền Nam Trung Hoa.
Do ngộ nhận vụ hỏa thiêu Thiếu Lâm Tự là nạn kiếp của chùa Thiếu Lâm Tung Sơn Hà Nam mà sau này có những truyền thuyết ngụy tạo về lịch sử võ thuật Thiếu Lâm.
5 vị cao đồ xuất sắc của Nam Thiếu Lâm sống sót và trốn thoát sau vụ hỏa thiêu Nam Thiếu Lâm Toàn Châu Phúc Kiến là:
1. Chí Thiện thiền sư (chữ Hán: 至 善 禪 師, phiên âm Latin: Jee Sin Sim See)
2. Ngũ Mai lão ni sư thái (chữ Hán: 五 枚 師 太, phiên âm Latin: Ng Mui Si Tai hay Wu Mei Shitai)
3. Bạch Mi Đạo Nhân
4. Phùng Đạo Đức (chữ Hán: 馮 道 德, phiên âm Latin: Fung Do Duk hay Fung To Tak)
5. Miêu Hiển (chữ Hán: 苗 顯, phiên âm Latin: Miu Hin hay Mew Hing) là cha của Miêu Thúy Hoa (chữ Hán: 苗 筴 花, phiên âm Latin: Miu Tsui Fa), ông ngoại của Phương Thế Ngọc

Khang Hy và Càn Long là 2 vị Hoàng Đế nhà Thanh rất quý mến và ái mộ chùa Thiếu Lâm Tung Sơn, rất thích học võ thuật Thiếu Lâm, nên câu chuyện trên chỉ là bịa đặt xuyên tạc không đúng với sự thật lịch sử đã diễn ra.
Chùa Thiếu Lâm Tung Sơn Hà Nam bị đốt nhiều nhất là vào năm 1927 (có tài liệu ghi năm 1928) dưới thời Trung Hoa Dân Quốc năm thứ 16 bởi bàn tay của viên tướng Thạch Hữu Tam được Tưởng Giới Thạch chỉ định đi tiễu trừ các viên tướng tạo phản ở tỉnh Hà Nam là Phàn Chung Tú.
Phàn Chung Tú vốn là bạn thân với sư trưởng chùa Thiếu Lâm Tung Sơn lúc đó là Diệu Hưng được xem như là một cao thủ võ thuật thượng thặng nhưng lại có tính háo danh hay đi tìm mối kết giao bằng hữu với những người nổi tiếng.
Khi quân đội Trung Hoa Cộng Hòa thắng thế quân đội của Phàn, Phàn đã chạy vào chùa Thiếu Lâm Tung Sơn và yêu cầu Diệu Hưng giúp đỡ. Quân đội của Tưởng đã cố gắng chiến đấu làm cho đạo quân của Phàn vô hiệu. Phàn đã cùng các nhà sư Thiếu Lâm chạy trốn, nhà sư Diệu Hưng bị tử trận.
Trong sự thất vọng (niềm tin vào chùa Thiếu Lâm xưa nay) và giận dữ, viên đại tướng Thạch Hữu Tam đã cho đốt chùa và tiêu hủy các tài liệu trong chùa, các văn bản kinh thư, và nhiều bản thảo chép tay võ thuật là các bộ quyền thuật rất hay của chùa Thiếu Lâm (đã được cất giữ tồn tại qua nhiều tháng năm thăng trầm của lịch sử và bị thiêu hủy nhiều lần).
Chùa Thiếu Lâm Tung Sơn ở Hà Nam chính thức chấm dứt hoạt động hoàn toàn năm 1928 sau hơn 1500 hình thành và hoạt động thăng trầm.
Mãi cho đến những năm thập kỷ 1980 chùa Thiếu Lâm Tung Sơn ở Hà Nam mới được nhà nước Cộng Hòa Nhân dân Trung Hoa đại trùng tu và cho phép hoạt động để làm khu bảo tồn di tích lịch sử thu hút du khách nước ngoài tham quan.
Sau vụ phóng hỏa đốt chùa vào năm 1927 này của tướng Thạch Hữu Tam, Tưởng Giới Thạch rất hối hận và đã cho trùng tu lại chùa Thiếu Lâm Tung Sơn và rồi Tưởng đã yêu cầu và ký sắc lệnh thành lập Nam Kinh Trung ương Quốc Thuật Quán và Trung ương Quốc Thuật Quán là 2 học viện võ thuật quốc gia đầu tiên có mặt tại Trung Quốc sau sự kiện thành lập hiệp hội thể dục như Tinh Võ Thể dục Hội của Hoắc Nguyên Giáp tại Thượng Hải vào ngày 7 tháng 7 năm 1909.
Nêu gương tinh thần của Hoắc Nguyên Giáp, từ đấy về sau, ở bất kỳ nơi nào có người Hoa cư trú đều mở võ đường mang tên Tinh Võ Hội. Tại Đông Nam Á: Việt Nam, Philippines, Singapore, Malaysia, Thailand, Myanmar, Japan, … đều có Tinh Võ Hội. Tinh Võ Hội ở ngoài Trung Quốc đầu tiên là Tinh Võ Hội Chợ Lớn tại Sài Gòn, Việt Nam trên đường Nguyễn Trãi, quận 5, là nơi Hoa kiều cư trú rất đông đảo.
Sau này nhà nước Cộng Hòa Nhân dân Trung Hoa cũng đã thành lập Viện Võ thuật Quốc gia Trung Quốc tại Bắc Kinh (còn gọi là Viện Võ thuật Trung ương Bắc Kinh), và Hội Liên Hiệp Võ thuật Quốc tế được thành lập ngày 3 tháng 10 năm 1990 để tổ chức các giải thi đấu Võ thuật Trung Quốc bên ngoài quốc tế (Wushu).

### Nam Thiếu Lâm Phúc Kiến
- Chùa Nam Thiếu Lâm ở thành phố Phủ Điền tỉnh Phúc Kiến Lưu trữ ngày 27 tháng 9 năm 2007 tại Wayback Machine - bản tiếng Anh
- Chùa Nam Thiếu Lâm ở thành phố Toàn Châu tỉnh Phúc Kiến Lưu trữ ngày 1 tháng 7 năm 2006 tại Wayback Machine - bản tiếng Anh
- Chùa Nam Thiếu Lâm ở thành phố Phúc Thanh thuộc thành phố Phúc Châu tỉnh Phúc Kiến Lưu trữ ngày 1 tháng 7 năm 2006 tại Wayback Machine - bản tiếng Anh
- Bắc phái ngoại gia

### Bắc Thiếu Lâm (Bei Shaolin) – Tử Cái Sơn (Zi gài shan), Bàn Sơn (Pan shan), Hà Bắc (Hebei)
- Bàn Sơn lĩnh - bản tiếng Anh
- Bắc Thiếu Lâm Tự Bàn Sơn - bản tiếng Anh